# Crézières
Crézières korábbi község Franciaország Új-Aquitania régiójában, Deux-Sèvres megyében. 2019. január 1-jén három másik korábbi községgel egyesült és az így létrejött Chef-Boutonne új község része lett.
Lakosainak száma 40 fő (2018. január 1.). Crézières Aubigné, La Bataille, Fontenille-Saint-Martin-d’Entraigues és Paizay-le-Chapt községekkel határos.

## Népesség
A település népességének változása:
| Lakosok száma | 48   | 45   | 41   | 38   | 40   |
|               | 2013 | 2015 | 2016 | 2017 | 2018 |